# کشتار ۲۹ اکتبر ۱۹۴۱ در کاوناس

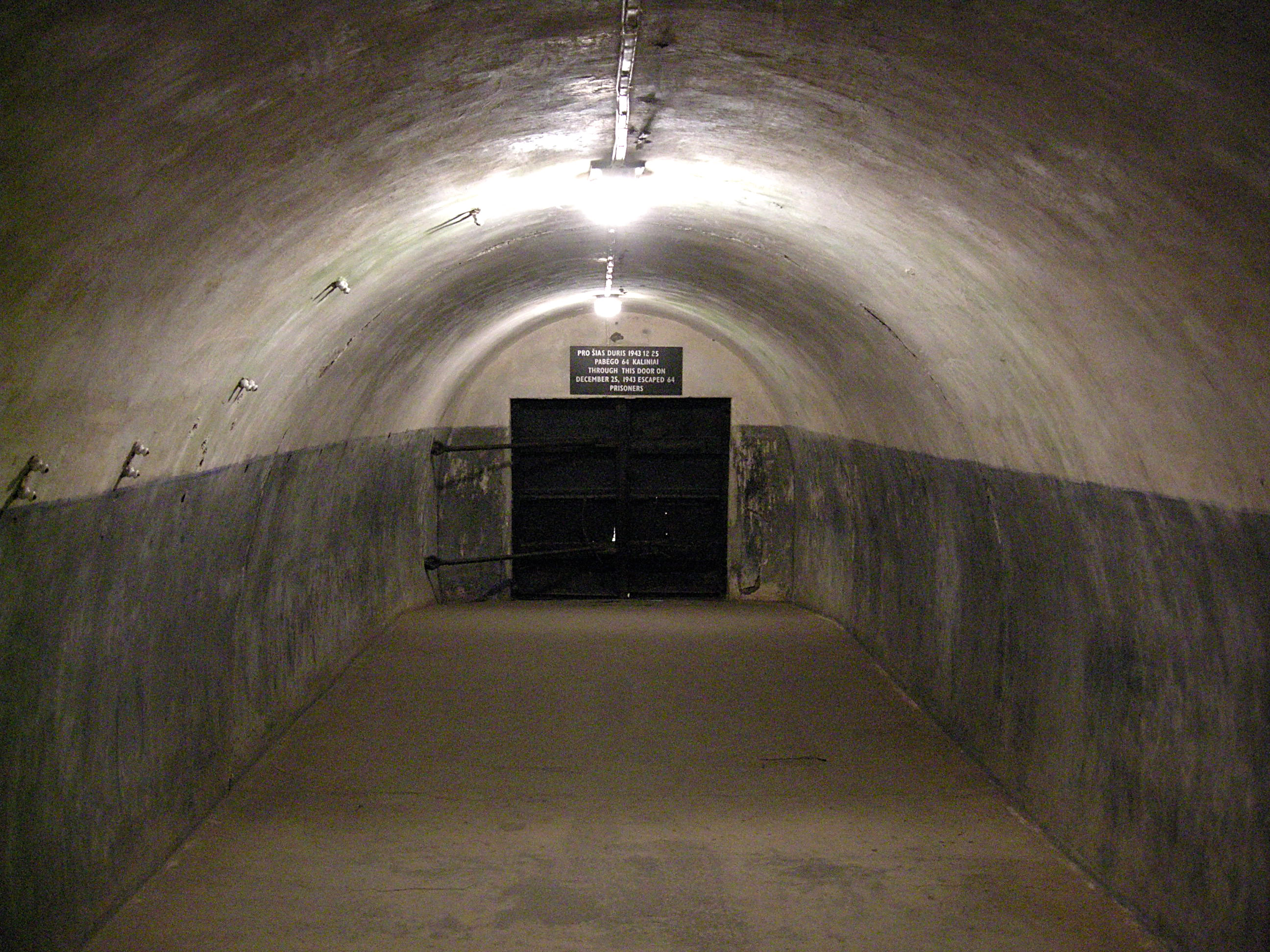
دژ نهم

کشتار ۲۹ اکتبر ۱۹۴۱ در کاوناس معروف به عملیات بزرگ، بزرگترین کشتار جمعی یهودیان لیتوانیایی بود.
به دستور اس‌اس-اشتاندارتنفورر کارل یگر و اس‌اس-روتنفورر هلموت روکا، زوندرکوماندوهای تحت رهبری اس‌اس-اوبراشتورمفورر یواخیم‌هامان، و ۸ تا ۱۰ مرد از آینزاتس‌کماندو ۳، ۲٬۰۰۷ مرد، ۲٬۹۲۰ زن و ۴٬۲۷۳ کودک یهودی را در طی یک روز در دژ نهم، کاوناس، لیتوانی به قتل رساندند.
نازی‌ها در ۴ اکتبر ۱۹۴۱ گتوی کوچک کونو را خراب کردند و تقریباً همه ساکنان آن را در دژ نهم کشتند. بعدها در همان ماه، در ۲۸ اکتبر، اس‌اس-روتنفورر هلموت روکا از گشتاپو کاوناس (پلیس مخفی حکومتی) گزینش قربانیان را در گتو کاوناس انجام داد. همه ساکنان گتو ناچار شدند در میدان مرکزی گتو جمع شوند. روکا ۹۲۰۰ مرد، زن و کودک یهودی را انتخاب کرد که تقریباً یک سوم جمعیت گتو می‌شدند. روز بعد، در ۲۹ اکتبر، همه این افراد در گودال‌های بزرگی که پیشتر کنده شده بودند، در دژ نهم تیرباران شدند.